# 肖弘
肖弘（1993年－），中国企业家与技术专家，Manus创始人兼CEO。

## 早年生活与教育
肖弘，1993年出生于中国江西省吉安市遂川县一个普通小镇家庭，自幼展现对计算机技术的浓厚兴趣。初中时期，他利用家中老式电脑自学编程，拆解软件代码，培养了扎实的技术基础。高中期间，他在软件评测社区活跃，2010年在“异次元软件世界”发表的 GeeXBox 评测文章获超10万阅读量，显示出其早期技术影响力。2011年，肖弘以优异成绩考入 华中科技大学 软件工程专业。在大学期间，他加入校内创新团队 冰岩作坊，担任新媒体中心负责人，开发了校内首个“微信墙”和“微信漂流瓶”应用，广受学生欢迎，为其后续创业积累了产品开发经验。